# Panjerejo (Gading Rejo)
Panjerejo is een bestuurslaag in het regentschap Pringsewu van de provincie Lampung, Indonesië. Panjerejo telt 2049 inwoners (volkstelling 2010).